# Saut à la perche masculin aux championnats du monde d'athlétisme 2005
Navigation
Paris 2003 Osaka 2007
L'épreuve de saut à la perche masculin des championnats du monde d'athlétisme de 2005 s'est déroulée les 9 et 11 août de la même année dans le Stade olympique de Helsinki (Finlande), remportée par le Néerlandais Rens Blom.

## Résultats

### Finale
| Rang               | Athlète             | Pays       | Essais | Essais | Essais | Essais | Essais | Essais | Marque | Notes |
| Rang               | Athlète             | Pays       | 5.35m  | 5.50m  | 5.65m  | 5.75m  | 5.80m  | 5.85m  | Marque | Notes |
| ------------------ | ------------------- | ---------- | ------ | ------ | ------ | ------ | ------ | ------ | ------ | ----- |
| Médaille d'or      | Rens Blom           | Pays-Bas   |        | xxo    | xo     | xo     | o      | x      | 5.80 m | SB    |
| Médaille d'argent  | Brad Walker         | États-Unis |        | xxo    | xo     | xo     | x-     | xx     | 5.75 m |       |
| Médaille de bronze | Pavel Gerasimov     | Russie     |        | o      | xo     | 3 x    |        |        | 5.65 m | SB    |
| 4                  | Igor Pavlov         | Russie     |        | o      | xxo    | 3 x    |        |        | 5.65 m |       |
| 5                  | Giuseppe Gibilisco  | Italie     |        | o      | 3 x    |        |        |        | 5.50 m |       |
| 5                  | Tim Lobinger        | Allemagne  |        | o      | 3 x    |        |        |        | 5.50 m |       |
| 5                  | Nick Hysong         | États-Unis |        | o      | 3 x    |        |        |        | 5.50 m |       |
| 8                  | Daichi Sawano       | Japon      | xo     | o      | 3 x    |        |        |        | 5.50 m |       |
| 9                  | Patrik Kristiansson | Suède      |        | xxo    | 3 x    |        |        |        | 5.50 m |       |
| 10                 | Kevin Rans          | Russie     | o      | 3 x    |        |        |        |        | 5.35 m |       |
| —                  | Dmitri Markov       | Australie  |        | 3 x    |        |        |        |        | NM     |       |
| —                  | Danny Ecker         | Allemagne  |        | 3 x    |        |        |        |        | NM     |       |

### Légende
Records et Performances
- AR : Record continental (area record)
- CR : Record des championnats (championship record)
- MR : Record du meeting (meet record)
- NR : Record national (national record)
- OR : Record olympique (olympic record)
- PR : Record paralympique (paralympic record)
- PB : Record personnel (personal best)
- SB : Meilleure performance personnelle de la saison (season's best)
- WL : Meilleure performance mondiale de l'année (world leader)
- WJR : Record du monde junior (world junior record)
- WR : Record du monde (world record)

Circonstances et Conditions
- DNF : N'a pas terminé (did not finish)
- DNS : N'a pas pris le départ (did not start)
- DQ : Disqualification (disqualification)
- NM : Aucun essai valable enregistré (No Mark)
- Q : Qualifié « directement » au prochain tour (ou à la prochaine compétition), lors d'une compétition majeure, grâce au classement ou à la réalisation des minima (automatic qualifier)
- q : Qualifié au prochain tour (ou à la prochaine compétition), lors d'une compétition majeure, grâce au repêchage ou à la réalisation de l'une des meilleures performances parmi celles des « non qualifiés directement » (grâce au meilleur temps ou à la meilleure distance par exemple) (secondary qualifier)

- Barre dépassée à telle ou telle hauteur (en mètres) :
  - o : dès le 1er essai
  - xo : au 2e essai
  - xxo : au 3e essai
- 3 x : barre non dépassée au terme d'un maximum de 3 essais
- NM : non mesuré / not measured (?)[Quoi ?]